# Guido Rossa
Guido Rossa (Cesiomaggiore, 1º dicembre 1934 – Genova, 24 gennaio 1979) è stato un operaio e sindacalista italiano, assassinato durante gli anni di piombo dalle Brigate Rosse.

## Biografia
Operaio di origine veneta, visse per parecchi anni a Torino. Il suo primo impiego è a 14 anni come operaio in una fabbrica di cuscinetti a sfera, quindi alla Fiat di Torino come fresatore. Nel 1961 si trasferì a Genova a lavorare per l'Italsider venendo, l'anno seguente, eletto nel consiglio di fabbrica per la FIOM-CGIL. Iscritto al Partito Comunista Italiano, fu sindacalista della CGIL all'Italsider di Genova-Cornigliano.
Rossa era anche un esperto alpinista: uno dei principali componenti del "Gruppo alta montagna" del CAI Uget di Torino, fece parte del coordinamento della spedizione italiana, organizzata da Lino Andreotti nel 1963 in occasione del centenario del CAI, che tentò, senza riuscirvi, di conquistare in prima ascensione il Langtang Lirung (7 225 m) nel Nepal.

### Contesto storico
Il 1978 fu uno degli anni più duri tra gli anni di piombo: l'anno precedente le forze della sinistra legate al PCI avevano subito dure contestazioni da parte del movimento del Settantasette, mentre l'attività delle BR e dei suoi fiancheggiatori aveva subito un'accelerazione culminata con il sequestro e l'uccisione di Aldo Moro. Come risposta il PCI di Berlinguer e il sindacato acuirono la lotta contro l'estremismo extraparlamentare e invitarono gli iscritti a vigilare contro il terrorismo togliendo ogni possibile copertura ideologica e denunciando i sospetti di terrorismo attivi nelle fabbriche.

### La testimonianza contro il brigatista Francesco Berardi
Presso la macchinetta distributrice di caffè dello stabilimento Italsider di Genova spesso si ritrovavano depositati volantini delle Brigate Rosse furtivamente lasciati per scopi propagandistici. Rossa notò che l'operaio Francesco Berardi, addetto a distribuire le bolle di consegna nello stabilimento, si trovava spesso nelle vicinanze del distributore. Il 25 ottobre 1978 gli operai trovano una copia dell'ultima risoluzione strategica brigatista, sempre vicino alle macchinette; Rossa nota un sospetto rigonfiamento sotto la giacca di Berardi, si reca negli uffici della vigilanza aziendale per segnalare il fatto e, all'uscita, una nuova copia della risoluzione brigatista è ritrovata su una finestra nel medesimo luogo.
Dopo un breve dibattito interno, l'armadietto di Berardi viene aperto ritrovandovi contenuti documenti brigatisti, volantini di rivendicazione di azioni compiute dalle BR e fogli con targhe d'auto appuntate. Guido Rossa decide di denunciare l'uomo, mentre gli altri due delegati si rifiutano, lasciandolo solo. Francesco Berardi cerca inutilmente di fuggire ma viene fermato dalla vigilanza della fabbrica; si dichiara subito prigioniero politico, viene consegnato ai carabinieri e arrestato. Guido Rossa mantiene la denuncia e testimonia al processo, nel quale Berardi (morto suicida in carcere) viene condannato a quattro anni e mezzo di reclusione. Temendo una vendetta dei brigatisti, il sindacato offre per alcuni mesi a Rossa una scorta, formata da operai volontari dell'Italsider, a cui lo stesso Rossa in seguito rinuncia.

### Omicidio e conseguenze politiche

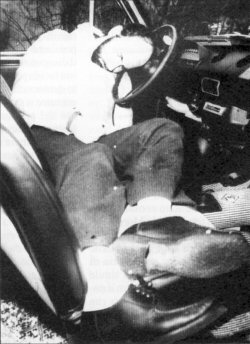
Il corpo di Guido Rossa

La denuncia di Rossa contro un brigatista infiltrato era la prima che avveniva dalla loro formazione e rischiava di costituire un pericoloso precedente, per cui le BR decidono di reagire. La prima ipotesi è quella di catturarlo e lasciarlo incatenato ai cancelli della fabbrica, con appeso un cartello infamante, in una sorta di gogna intimidatrice. Tuttavia questa ipotesi di azione viene scartata venendo giudicata irrealizzabile; ne viene così decisa la gambizzazione, pratica frequente a quel tempo.
Il 24 gennaio 1979 alle 6:35 del mattino, Guido Rossa esce dalla sua casa in via Ischia 4 a Genova per recarsi al lavoro con la sua Fiat 850. Ad attenderlo su un furgone Fiat 238 parcheggiato dietro c'è un commando composto da Riccardo Dura, Vincenzo Guagliardo e Lorenzo Carpi. I brigatisti gli sparano uccidendolo.
È la prima volta che le Brigate Rosse decidono di colpire un sindacalista organico alla sinistra italiana e l'omicidio sarà seguito da una forte reazione da parte di partiti e sindacati e della società civile, in particolare quella legata al Partito Comunista. Anche in questa circostanza, si verificarono episodi controversi nell'area della sinistra extraparlamentare militante, un cronista dell'Unità riportò spezzoni di un intervento di Daniele Pifano, leader di Autonomia durante un’assemblea degli infermieri al policlinico di Roma, con le frasi: «non sappiamo chi sia,  comunque se si tratta di  un operaio qualsiasi possiamo anche esprimere la nostra solidarietà, se invece è un “berlingueriano” è una spia e allora hanno fatto bene ad ucciderlo», frasi successivamente smentite dal Collettivo Policlinico con un opuscolo e, per la cui pubblicazione, il quotidiano del PCI fu denunciato per diffamazione a mezzo stampa da Pifano  .
Al funerale, cui partecipano 250 000 persone, presenzia il Presidente della Repubblica Sandro Pertini in un'atmosfera molto tesa. Dopo la cerimonia Pertini chiede di incontrare i "camalli" (gli scaricatori del porto di Genova). Racconta Antonio Ghirelli, all'epoca portavoce del Quirinale, che il Presidente era stato avvisato che in quell'ambiente c'era chi simpatizzava con le Brigate Rosse, ma che Pertini rispose che "proprio per quello li voleva incontrare". Il Presidente entrò in un grande garage pieno di gente, "saltò letteralmente sulla pedana" e con voce ferma disse: "Non vi parla il Presidente della Repubblica, vi parla il compagno Pertini. Io le Brigate Rosse le ho conosciute: hanno combattuto con me contro i fascisti, non contro i democratici. Vergogna!" Ci fu un momento di silenzio, poi un lungo applauso. La salma di Rossa venne infine tumulata presso il cimitero monumentale di Staglieno.
L'omicidio di Rossa segnò una svolta nella storia delle Brigate Rosse, che da quel momento non riusciranno più a trovare le stesse aperture nei confronti dell'organizzazione interna del proletariato di fabbrica. In effetti, proprio per la delicatezza dell'obiettivo, si è ritenuto probabile che le BR avessero intenzione di punire Rossa, ma senza ucciderlo. La vittima, probabilmente, doveva essere solo gambizzata. Tale ipotesi sembra essere confermata dalle perizie e dalle successive testimonianze: Vincenzo Guagliardo, il componente del commando che esplose tre colpi calibro 7,65 alle gambe con una Beretta 81, raccontò che a gambizzazione avvenuta Riccardo Dura, capo della colonna genovese delle BR, dopo essersi allontanato come gli altri brigatisti dal luogo dell'operazione, era tornato indietro per esplodere l'ultimo colpo, quello che aveva ucciso Guido Rossa. L'autopsia rivelò infatti che su Rossa furono esplosi quattro colpi alle gambe e uno solo mortale al cuore. Guagliardo aggiunse che il giorno dopo il delitto i membri dell'organizzazione chiesero spiegazioni sull'accaduto a Dura, che giustificò l'omicidio affermando che le spie andavano uccise.
Sempre secondo Guagliardo le BR valutarono seriamente l'espulsione di Dura, rinunciandovi però per non provocare fratture all'interno dell'organizzazione. Tuttavia Dura non solo continuò la sua militanza nelle BR, partecipando ad altre azioni, ma venne anche "promosso" entrando nel Comitato Esecutivo. La ricostruzione dei fatti di Guagliardo suggerisce che la causa dell'omicidio di Guido Rossa sarebbe da ricercare nell'iniziativa individuale del capo dei componenti del commando e non in una volontà politica delle BR di eliminare il sindacalista. La colonna genovese delle BR si assunse comunque l'intera responsabilità dell'omicidio.
Nel 2008 la figlia Sabina, deputata eletta nel Partito Democratico, si è espressa contro la decisione con cui il giudice di sorveglianza di Roma aveva negato la libertà condizionale a Vincenzo Guagliardo, che lei aveva incontrato.

## Memoria
- A Guido Rossa sono dedicati numerose vie e spazi pubblici in città italiane, tra Modena, Iglesias, Piazza Armerina, Magenta, Trofarello Gambettola, Ponte San Nicolò, Verbania, Villa San Pietro; a Vaiano (PO) gli è stata dedicata una via; a Comeana (nella provincia di Prato) nella piccola zona industriale tessile, a Lentini una piazza dove sorgeva un antico carcere; la scuola dell'infanzia di Pez a Cesiomaggiore, suo paese d'origine; un giardino a Collegno e la prima palestra di arrampicata di Torino[10]. La targa che era presente nella palestra per ricordarlo è ora conservata nella sede del CAI UGET di Torino, la sezione di cui aveva fatto parte, che gli ha dedicato una sala della sede. A Genova, città in cui lavorava e in cui venne ucciso, gli sono stati intitolati un padiglione dell'Ospedale San Martino e una statua in Largo XII Ottobre, opera dello scultore Franco Repetto; nel quartiere di Cornigliano gli sono stati dedicati una scuola materna, un monumento e la Strada a mare di scorrimento veloce, che passa proprio davanti agli stabilimenti ex Italsider (oggi Acciaierie d'Italia) in cui Rossa lavorava.
- Nel 1983 il Consiglio di fabbrica dell'Italsider e il Sindacato Nazionale Artisti CGIL di Genova organizzano presso Villa Durazzo Bombrini di Genova Cornigliano la Rassegna Nazionale d'arte "Per non dimenticare. Guido Rossa. Tempo della vita", sotto l'alto patrocinio del Presidente della Repubblica, alla quale partecipano artisti di rilevanza nazionale[11].
- Nel 2005 il regista Giuseppe Ferrara, anche in concomitanza con il centenario della CGIL, realizza una pellicola cinematografica sulla vita di Rossa e sul suo drammatico assassinio dal titolo Guido che sfidò le Brigate Rosse. Il film è stato coprodotto dalla Rai ed è stato da essa trasmesso nel 2009[12] quando un gruppo trasversale di 47 senatori appartenenti al PD, PdL, IdV e UdC aveva proposto alla presidenza del Senato che il film fosse proiettato a palazzo Madama e alla Rai in prossimità del 9 maggio (giorno della memoria dedicato alle vittime del terrorismo). La presidenza del Senato aveva risposto negativamente, adducendo cause tecniche che impedivano la trasmissione del film nei locali del Senato. La Rai aveva poi recapitato una lettera ai promotori dell'iniziativa, il giorno 8 maggio, dichiarando che il film sarebbe stato trasmesso a 51 giorni di distanza sulla terza rete di Stato, e non in prima serata[13]. La prima trasmissione televisiva è di domenica 28 giugno 2009 su Raitre alle 23:15.